# Springfield (Karolina Południowa)
Springfield – miasto w Stanach Zjednoczonych, w stanie Karolina Południowa, w hrabstwie Orangeburg.